# 国制分類 (プラトン)
プラトンの国制分類とは、プラトンが各対話篇で行った国制の分類。

## 『国家』における5分類
中期の『国家』第8巻においては、以下の5分類が提示される。
- 「優秀者支配制」（アリストクラティア[2]） - 「理知」優位[3]
- 「名誉支配制」（ティモクラティア[4]） - 「気概」優位[3]
- 「寡頭制」（オリガルキア[5]）- （富への）「欲望」優位[6]
- 「民主制」（デモクラティア） - （自由への）「欲望」優位[7]
- 「僭主独裁制」（テュランニス）

この対話篇では、プラトンは、「哲人王」によって統治された「優秀者支配制」を理想的な国制とし、他方で、下方の劣った国制に転退・堕落していく原因と様相も描写している。

## 『政治家』における6分類（7分類）
後期の『政治家』においては、支配者の数と法律との関係によって分けられた現実の国制として、
- 「王制」（バシレイア） - 法律に基づく単独者支配
- 「僭主制」（テュランニス） - 法律に基づかない単独者支配
- 「貴族制」（アリストクラティア[8]） - 法律に基づく少数者支配
- 「寡頭制」（オリガルキア） - 法律に基づかない少数者支配
- 「民主制」（デモクラティア） - 多数者支配（法律に基づくか否かでの区別無し）

の5つが挙げられる。
「民主制」（デモクラティア）は、（多数者支配であるがゆえに）法律に基づくか否かの区別があまり意味を持たないため、区別されないままだが、この対話篇内で後述される、以下のような法律の観点からの区別を持ち込めば、これは6分類となる。（逆に言えば、法律の観点を除き、支配者の数のみから見た場合、この分類は3分類となる。）
|      | 法律遵奉時           | 法律軽視時           |
| ---- | -------------------- | -------------------- |
| 最良 | 単独者支配（王制）   | 多数者支配（民主制） |
| 中間 | 少数者支配（貴族制） | 少数者支配（寡頭制） |
| 最悪 | 多数者支配（民主制） | 単独者支配（僭主制） |

また、中期の『国家』において理想的な国制とされた、「哲人王」によって統治された「優秀者支配制」は、この対話篇では実現が困難なものとして埒外に置かれるので、それも含めれば、7分類となる。

## 『法律』における分類
後期末（最後）の対話篇である『法律』第3巻では、アテナイに代表される自由な民主制と、ペルシアに代表される専制的な君主制が、その両極端ゆえに衰退・崩壊したとして、スパルタやクレタのように、両方の要素を適度に併せ持った国制、言わば、
- 「混合制」[12]

が推奨される。